# Itame evagaria
Itame evagaria är en fjärilsart som beskrevs av George Duryea Hulst 1900. Itame evagaria ingår i släktet Itame och familjen mätare. Inga underarter finns listade i Catalogue of Life.